# Dżabal Bu Hadma
Dżabal Bu Hadma (arab. ‏جبل بوهدمة‎, fr. Djebel Bou Hedma) – góra w środkowej Tunezji, 85 km na wschód od miasta Kafsa, na południowych stokach gór, będących przedłużeniem Atlasu Saharyjskiego. Wysokość bezwzględna wynosi 790 m n.p.m.. Od 1977 roku góra wpisana jest na listę rezerwatów biosfery UNESCO. W 1980 roku utworzono tu także Park Narodowy Bu Hadma o powierzchni 164,88 km², który władze Tunezji w 2008 roku zgłosiły jako kandydata na listę światowego dziedzictwa UNESCO.
Na obszarze rezerwatu biosfery występuje typowa dla klimatu śródziemnomorskiego sucholubna roślinność typu makchia, zachowały się jednak także relikty dawnych sawann sprzed ekspansji Sahary, m.in. lasy akacjowe (gatunek Acacia raddiana). Wśród przedstawicieli fauny spotyka się wiele zagrożonych gatunków, wymarłych na pozostałych obszarach Tunezji, m.in. antylopę adaks, strusie północnoafrykańskie i gazelę mhorr (gatunek wymarły na wolności, introdukowany na ogrodzonym obszarze 20 km² w latach 90. XX wieku).
Na obszarze rezerwatu mieszka około 1400 osób (stan z 1999) i liczba ta nie powiększa się znacząco. Zagrożeniem dla tamtejszej przyrody jest jednak postępujące pustynnienie, nadmierny wypas zwierząt, a także częściowy lub całkowity wyrąb drzew na niektórych terenach, prowadzący do wzmożonej erozji gleb. Dla przeciwdziałania pustynnieniu prowadzi się ponowne zalesianie tego obszaru akacjami z gatunku Acacia raddiana.